# Bouzonville
Bouzonville (Duits: Busendorf)  is een gemeente in het Franse departement Moselle (regio Grand Est). De plaats maakt deel uit van het arrondissement Forbach-Boulay-Moselle. Bouzonville telde op 1 januari 2022 3.824 inwoners.

## Geografie
De oppervlakte van Bouzonville bedroeg op 1 januari 2022 13,9 vierkante kilometer; de bevolkingsdichtheid was toen 275,1 inwoners per km².

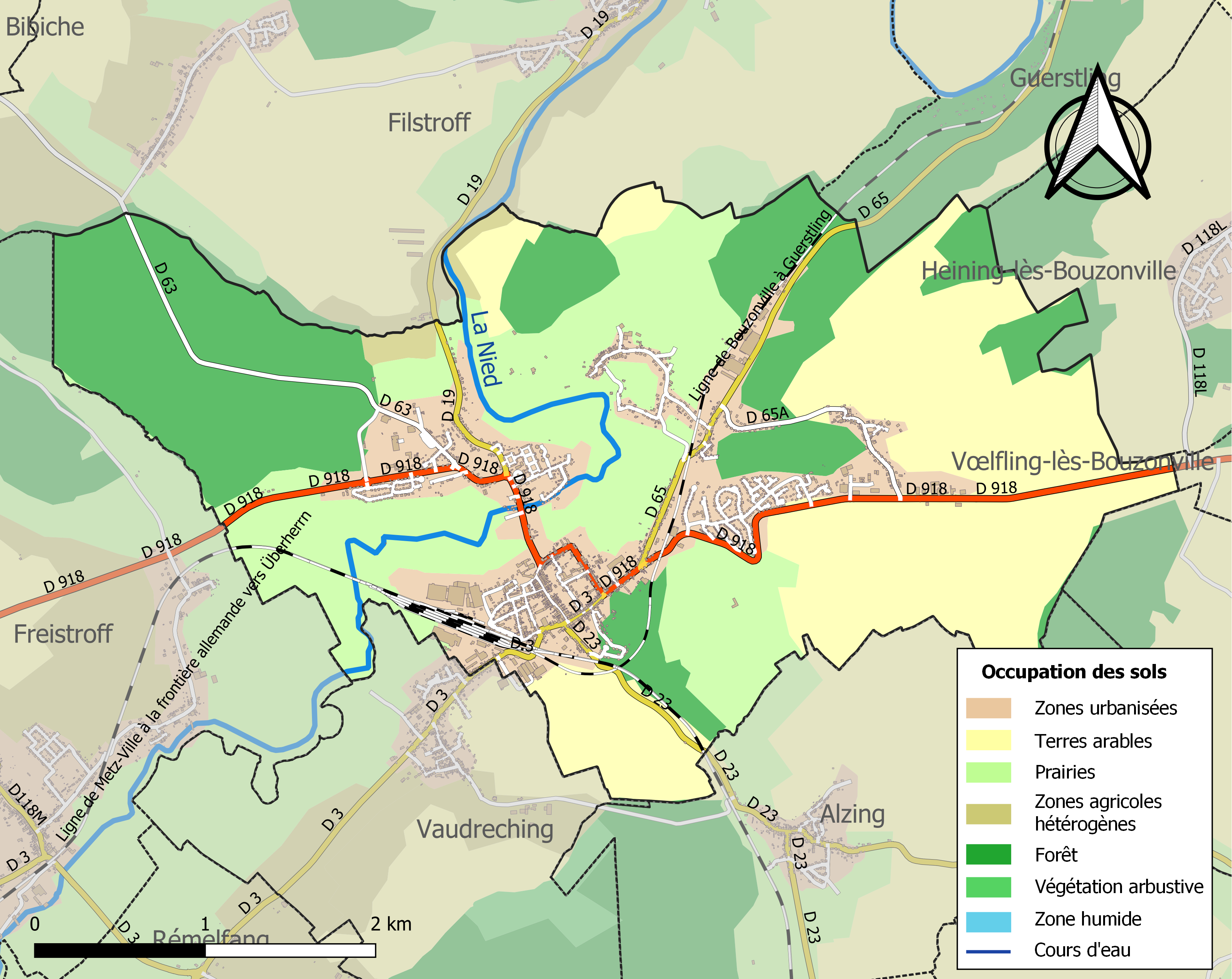
Kaart van de gemeente met de belangrijkste infrastructuur, bodemgebruik en omliggende gemeenten

## Demografie
Onderstaande figuur toont het verloop van het inwonertal (bron: INSEE-tellingen).

## Externe links

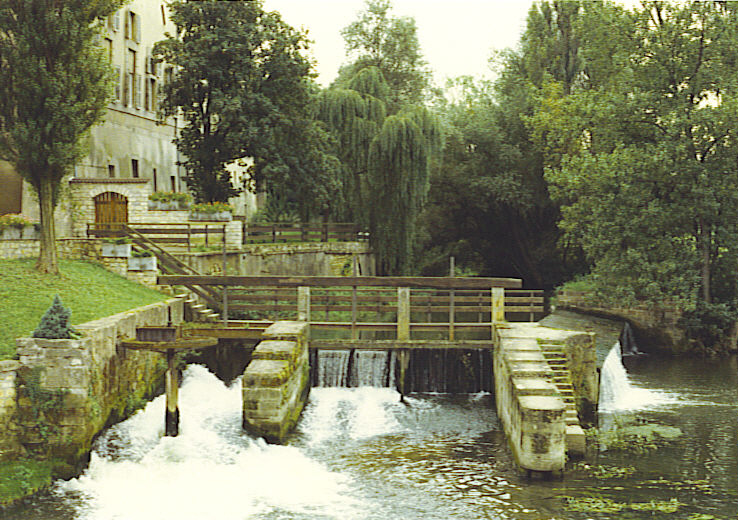
Sluis in Bouzonville